# Pseudoraja fischeri
A Pseudoraja fischeri a porcos halak (Chondrichthyes) osztályának rájaalakúak (Rajiformes) rendjébe, ezen belül az Arhynchobatidae családjába tartozó faj.
Nemének az egyetlen faja.

## Előfordulása
A Pseudoraja fischeri előfordulási területe az Atlanti-óceán nyugati felének a középső részén, valamint a Mexikói-öbölben van. Az Amerikai Egyesült Államokbeli Floridától egészen Hondurasig található meg.

## Életmódja
Trópusi mélytengeri rájafaj, amelyet már 412 méteres mélységben is megtaláltak.

## Szaporodása
Belső megtermékenyítés által szaporodik. A nőstény a homokos vagy iszapos fenékre, kettesével hosszúkás tojástokokat rak. A tojástokok sarkai élesek és kemények.